# Ondas longitudinais

Propagação de uma onda longitudinal.

Ondas longitudinais, também conhecidas como "ondas-l", são ondas que possuem a mesma direção de vibração de sua direção de trajetória, o que significa que o movimento do meio ocorre na mesma direção do movimento da onda. Ondas longitudinais mecânicas são também chamadas de ondas compressionais ou ondas de compressão. 

## Ondas mecânicas

Representação da propagação de um pulso de onda omnidirecional em uma grade bidimensional.

Ondas longitudinais incluem ondas sonoras (vibrações na pressão, desprendimento de partículas, e velocidade de partícula propagada em um meio elástico) e ondas sísmicas (criadas por terremotos e explosões).
Nesse tipo de onda, o deslocamento do meio é paralelo à propagação da onda.

### Ondas sonoras
No caso de onda sonora longitudinal harmônica, a frequência e o comprimento de onda podem ser descritos através da fórmula
{\displaystyle y(x,t)=y_{0}\cos {\Bigg (}\omega \left(t-{\frac {x}{c}}\right){\Bigg )}}
onde:
- y é o deslocamento do ponto na onda sonora;
- x é a distância que o ponto se deslocou da origem da onda;
- t é o tempo decorrido;
- y0 é a amplitude das oscilações;
- c é a velocidade da onda; e
- ω é a frequência angular da onda.

A quantidade x/c é o tempo necessário para a onde viajar tal distância x.
A frequência ordinária (f) da onda é dada por
{\displaystyle f={\frac {\omega }{2\pi }}.}
Para ondas sonoras, a amplitude da onda é a diferença de pressão entre o ar não perturbado e a maior pressão causada pela mesma.
A velocidade de propagação dependende do tipo, temperatura e composição do meio onde a mesma se propaga.

### Ondas de pressão
Em um meio elástico rígido, a oscilação harmônica de uma onda de pressão tem a forma
{\displaystyle y(x,t)\,=y_{0}\cos(kx-\omega t+\varphi )}
onde:
- y0 é a amplitude do deslocamento;
- k é o número de onda;
- x é a distância ao longo do eixo de propagação;
- ω é a frequência angular;
- t é o tempo decorrido; e
- φ é a defasagem.

## Ondas eletromagnéticas
As equações de Maxwell previram a existência de ondas eletromagnéticas no vácuo, que são transversais (a direção do campo elétrico é perpendicular à direção do campo magnético). Entretanto, ondas podem existir em plasmas ou em espaços confinados, que podem ser longitudinais, transversais ou ambas.